# Рихліцька Яна Миколаївна
Яна Миколаївна Рихліцька (позивний «Яра»; 2 квітня 1993, м. Вінниця — 3 березня 2023, біля м. Бахмут, Донецька область) — українська волонтерка, військовослужбовиця (лейтенант), бойовий медик 93 ОМБр Збройних сил України, учасник російсько-української війни. Лицар ордена Богдана Хмельницького III ступеня (2023, посмертно).

## Життєпис
Яна Рихліцька народилася 2 квітня 1993 року у Вінниці.
Закінчила господарсько-правовий факультет Національного юридичного університету імені Ярослава Мудрого (2015).
У студентські роки активно займалася спортом. Кандидат у майстри спорту із самбо та дзюдо.
Працювала в ІТ-компанії.
З початком широкомасштабного російського вторгнення в Україну розпочала активну волонтерську діяльність. У травні 2022 року стала парамедиком Збройних сил України, врятувала не одне життя в стабілізаційному центрі в Бахмуті.
Загинула 3 березня 2023 року під час евакуації поранених біля м. Бахмут на Донеччині.
Похована на Алеї Героїв в родинному місті.
Залишилися батьки та коханий.

## Нагороди
- орден Богдана Хмельницького III ступеня (7 квітня 2023, посмертно) — за особисту мужність, виявлену у захисті державного суверенітету та територіальної цілісності України, самовіддане виконання військового обов'язку[4].